# Criminal Cases Review Commission
La Criminal Cases Review Commission (CCRC) est un organisme chargé d'enquêter sur les éventuelles erreurs judiciaires survenues en Angleterre, au pays de Galles et en Irlande du Nord. Elle a le pouvoir de renvoyer les affaires qu'elle juge problématiques devant la Cour d'appel (ou la Cour de la Couronne pour les affaires jugées en magistrates' court).
Il s'agit d'une autorité administrative indépendante (non-departmental public body) créée par le Criminal Appeal Act of 1995. Basée à Birmingham, elle entre en fonction le 31 mars 1997 et examine en moyenne 1 500 requêtes par an.
Son équivalent écossais est la Scottish Criminal Cases Review Commission.